# Encarsia lougae
Encarsia lougae is een vliesvleugelig insect uit de familie Aphelinidae. De wetenschappelijke naam is voor het eerst geldig gepubliceerd in 1951 door Risbec.